# Іванов Філіп Андрійович
Філіп Андрійович Іванов (біл. Філіп Андрэевіч Іваноў; нар. 21 липня 1990, Мінськ, Білоруська РСР) — білоруський футболіст, нападник клубу «Крумкачи».

## Клубна кар'єра
З 2007 року грав за мінське «Динамо», переважно за дублюючий склад. У березні 2012 року залишив «Динамо» і перейшов до «Гомеля», де також грав за дубль. У липні того ж року розірвав контракт із гомельським клубом, а в серпні став гравцем мінського клубу СКВІЧа.
У лютому 2013 року перейшов до «Вітебська». Став найкращим бомбардиром вітебського клубу, але після появи у Вітебську фінансових проблем у серпні того ж року поповнив склад берестейського «Динамо». У «Динамо» не зумів закріпитися в основі та в грудні 2013 року контракт з берестейським клубом був розірваний.
У січні 2014 року перебував на перегляді у солігорському «Шахтарі», в підсумку у березні того ж року поповнив склад цього клубу. У «Шахтарі» грав здебільшого за дубль, здебільшого з'являвся епізодично. У серпні 2014 року контракт із «гірниками» за взаємною згодою було розірвано.
Наприкінці серпня 2014 року поповнив склад першолігової «Іслочі». Зіграв за цей клуб у 9 матчах, голами не відзначався. Після закінчення сезону 2014 року покинув «Іслоч».
З початку 2015 року тренувався разом із новобранцем Першої ліги – футбольним клубом «Крумкачи», з яким у квітні підписав контракт. Філіп став одним із ключових гравців команди та допоміг їй вийти у Вищу лігу. Футболіст дебютував за «Крумкачи» в елітному дивізіоні країни вже як капітан. У сезоні 2016 року став капітаном команди, почав грати на позиції правого півзахисника. У жовтні 2016 року продовжив контракт з «Крумкачами» до кінця 2018 року.
29 липня 2017 року поряд з іншими футболістами «Крумкачів» відмовився їхати на матч проти «Витебська» через затримку виплат зарплати і незабаром за згодою сторін залишив команду. Проте, за два тижні повернувся до складу «Крумкачів». У першому ж матчі після повернення відзначився голом і віддав гольову передачу, чим допомогло столичному клубу здобути перемогу над БАТЕ з рахунком 3:2.
З січня 2018 року перебував на перегляді в мінському «Динамо» й 4 лютого 2018 року підписав контракт з клубом. Спочатку виходив на заміну, проте з липня 2018 року у зв'язку з відходом Антона Сароки та травмою Олександра Макася став частіше з'являтися у стартовому складі. На початку 2019 року, незважаючи на закінчення контракту, тренувався з динамівцями, однак у лютому покинув команду. Проте незабаром повернувся й підписав контракт із мінчанами, проте вже за два тижні угоду було розірвано.
У березні 2019 року перейшов до «Мінська». Починав сезон у стартовому складі команди, проте пізніше через травми став рідше з'являтися на полі. У червні 2019 року за згодою сторін залишив «Мінськ».
У серпні 2019 року знову повернувся до мінського «Динамо», де одразу став гравцем основного складу. У грудні 2019 року після закінчення контракту залишив столичний клуб.
У березні 2020 року перейшов до клубу «Лієпая». У серпні покинув команду.
У січні 2021 року знову тренувався з «Крумкачами», а в лютому підписав з клубом контракт.

## Кар'єра в збірній
Виступав за юнацьку та молодіжну збірну Білорусі.

## Досягнення
- Білоруська футбольна вища ліга
  -  Срібний призер (1): 2009
  -  Бронзовий призер (1): 2018
- Кубок Білорусі
  -  Володар (1): 2013/14

## Статистика виступів
| Сезон    | Дивізіон | Клуб                  | Країна   | Матчі | Голи |
| -------- | -------- | --------------------- | -------- | ----- | ---- |
| 2007     | дубль    | «Динамо» (Мінськ)     | Білорусь | 9     | 0    |
| 2008     | дубль    | «Динамо» (Мінськ)     | Білорусь | 13    | 2    |
| 2009     | Д1       | «Динамо» (Мінськ)     | Білорусь | 2     | 0    |
| 2010     | Д1       | «Динамо» (Мінськ)     | Білорусь | 1     | 0    |
| 2011     | Д1       | «Динамо» (Мінськ)     | Білорусь | 2     | 0    |
| 2012 (1) | Д1       | «Гомель»              | Білорусь | 0     | 0    |
| 2012 (2) | Д2       | СКВІЧ                 | Білорусь | 12    | 5    |
| 2013 (1) | Д2       | «Вітебськ»            | Білорусь | 14    | 7    |
| 2013 (2) | Д1       | «Динамо-Берестя»      | Білорусь | 5     | 0    |
| 2014 (1) | Д1       | «Шахтар» (Солігорськ) | Білорусь | 5     | 0    |
| 2014 (2) | Д2       | «Іслоч»               | Білорусь | 9     | 0    |
| 2015     | Д2       | «Крумкачи»            | Білорусь | 29    | 14   |
| 2016     | Д1       | «Крумкачи»            | Білорусь | 27    | 2    |
| 2017     | Д1       | «Крумкачи»            | Білорусь | 26    | 6    |
| 2018     | Д1       | «Динамо» (Мінськ)     | Білорусь | 25    | 4    |
| 2019 (1) | Д1       | «Мінськ»              | Білорусь | 6     | 1    |
| 2019 (2) | Д1       | «Динамо» (Мінськ)     | Білорусь | 12    | 2    |
| 2020     | Д1       | «Лієпая»              | Латвія   | 8     | 1    |